# Leuchtkräftiger Blauer Veränderlicher

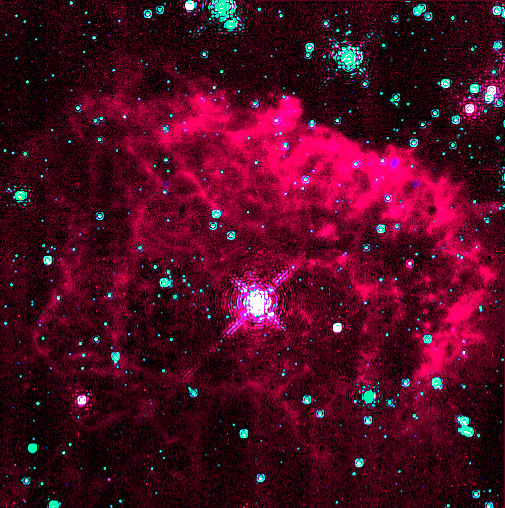
Der Pistolenstern und der in einem LBV-Ausbruch ausgestoßene Nebel. Falschfarbenaufnahme des Hubble-Weltraumteleskops. Quelle: NASA

Leuchtkräftiger Blauer Veränderlicher (kurz LBV; englisch luminous blue variable), nach dem Stern S Doradus auch S-Doradus-Stern oder auch Hubble-Sandage-Veränderliche genannt, bezeichnet eine kurze Phase blauer Sterne von 20 bis 150 Sonnenmassen mit ausgeprägter veränderlicher Leuchtkraft.

## Übersicht
Die LBV, die zu den Hyperriesen zählen, besitzen die größte Masse, die ein hydrostatisch stabiler Stern haben kann (Humphreys-Davidson-Grenze), und strahlen für eine kurze Zeit mit einer Leuchtkraft, die das Millionenfache der Sonne betragen kann. Sie erreichen dabei eine bolometrische Leuchtkraft von −9 bis −11. Durch die hohe Oberflächentemperatur von ca. 30.000 bis 50.000 Kelvin erscheinen sie blau und gehören der Spektralklasse O an.
LBV pulsieren in mehreren Moden gleichzeitig und sind aufgrund eines starken Sternwinds von einer Gaswolke umgeben. Durch den Sternwind beträgt ihre Massenverlustrate zwischen 10−6 und 10−3 Sonnenmassen pro Jahr. Dadurch verlieren sie innerhalb des LBV-Stadiums einen erheblichen Teil ihrer Masse. Der starke Masseverlust unterbindet eine Entwicklung zum Roten Überriesen. Die minimale Temperatur, die LBVs während Ausbrüchen erreichen können, liegt bei etwa 8.000 K.
Nach ihrer nur einige zehntausend Jahre dauernden Phase als LBV können sie sich zu Wolf-Rayet-Sternen entwickeln und enden in einer Supernova- oder (bislang hypothetischen) Hypernova-Explosion. Sollte der Stern nicht genügend Masse verlieren, könnte dies theoretisch auch zu einer Paarinstabilitätssupernova führen. Diese Hypothese wird aber angezweifelt, da bisher kein Wolf-Rayet-Stern als ein Vorläufer von Supernovae identifiziert werden konnte.
Weiterhin lassen theoretische Modelle es auch zu, dass Leuchtkräftige Blaue Veränderliche mit eher niedrigen Massen zwischen 20 und 25 Sonnenmassen direkt als Kernkollaps-Supernova vom Typ IIb explodieren können. Als ein mögliches Beispiel für einen LBV, der als Supernova explodiert ist, gilt die SN 2008ax in NGC 4490.
Zusammengefasst sind die möglichen Entwicklungswege:
| M☉ | Entwicklungsweg                                                                              |
| -- | -------------------------------------------------------------------------------------------- |
| 20 | O-Stern → Blauer Überriese → Roter Überriese → Blauer Überriese/Hyperriese → LBV → Supernova |
| 25 | O-Stern → O-Überriese → Roter Überriese → O-Überriese → LBV → Supernova                      |

Aufgrund der Kürze des LBV-Stadiums, welches auf 25.000 Jahre geschätzt wird, gehören die Leuchtkräftigen Blauen Veränderlichen zu der am seltensten vorkommenden Klasse von Sternen. Es sind nur sechs LBV in der Milchstraße bekannt und einige weitere in den Nachbargalaxien der lokalen Gruppe.

## Mitglieder und Kandidaten der Sternklasse
- S Doradus, der leuchtkräftigste Stern der Großen Magellanschen Wolke
- Eta Carinae, der leuchtkräftigste und einer der am intensivsten untersuchten Sterne der Milchstraße
- Deneb, Namensgeber der Alpha-Cygni-Sterne, ebenfalls einer der hellsten und am besten erforschten LBV unserer Galaxie
- Pistolenstern, der dritthellste bekannte Stern unserer Milchstraße
- LBV 1806-20, ein massereiches Doppelsternsystem in der Milchstraße
- P Cygni, der LBV mit dem frühesten Entdeckungsdatum.

## Definition
Ein massereicher blauer Stern wird zu den Leuchtkräftigen Blauen Veränderlichen gezählt, wenn die folgenden Bedingungen erfüllt sind:
- ein ausgeprägtes P-Cygni-Profil der Spektrallinien des Wasserstoffs und Heliums
- kombinierte spektrale und fotometrische Veränderlichkeit
- starker Sternwind von mindestens 10−6 Sonnenmassen pro Jahr bei einer Windgeschwindigkeit von 100 bis 500 km/s
- Überhäufigkeit von Stickstoff, Kohlenstoff und Sauerstoff in der Atmosphäre oder im umgebenden Nebel.

Sollte eine der Bedingungen nicht erfüllt sein, so zählt der Stern nur zu den Kandidaten für einen Leuchtkräftigen Blauen Veränderlichen, kurz cLBV.

## Veränderlichkeit
Die Veränderlichkeit der LBV wird in drei Zeitskalen aufgeteilt:
- Fluktuationen mit geringer Amplitude in der Größenordnung von Tagen bis Monaten
- Kleine Eruptionen oder S-Dor-Ausbrüche mit Amplituden von 1 bis 2 mag in der Größenordnung von Jahren bis Jahrzehnten
- Große Eruptionen mit Amplituden größer als 2 mag und einer Zeitdauer bis zu einigen 100 Jahren. In der Milchstraße sind diese Eruptionen bisher nur bei P Cygni und Eta Carinae nachgewiesen worden, und es ist nicht klar, ob alle LBV dieses Stadium durchlaufen.

Die ersten beiden Helligkeitsänderungen sind die Folge einer Bildung von Dichteschwankungen in der Pseudophotosphäre. Der veränderliche Sternwind ist so dicht, dass die vom Stern abgegebene Strahlung in der abströmenden Hülle absorbiert und reemittiert wird. Aufgrund des Abstands vom Stern ist der reemittierte Sternwind jedoch kühler, und die Emission erfolgt bei anderen Frequenzen als der direkt emittierte ursprüngliche Sternwind. Die bolometrische Helligkeit des Leuchtkräftigen Blauen Veränderlichen ändert sich maximal mit einem Faktor 2, während es im visuellen Band zu größeren Helligkeitsschwankungen kommt.
Alternativ werden die halbperiodischen Mikrovariationen in der Größenordnung von Tagen bis Wochen als radiale Pulsationen der Atmosphäre der blauen Überriesen beschrieben. Simulationen zeigen, dass sich in den äußeren Schichten ehemaliger Roter Überriesen, die sich in den blauen Bereich des HR-Diagramms entwickeln, radiale Schwingungen durch den Kappa-Mechanismus oder durch Strange-Modes ausbilden können wie bei den Alpha-Cygni-Sternen. Die Pulsationen sind eventuell auch zu einem gewissen Teil für die Massenverluste verantwortlich.
Die Ursache der großen Eruptionen ist nicht eindeutig identifiziert. Bei der Berechnung von Sternmodellen ist aufgefallen, dass während der LBV-Phasen in den äußeren Schichten der Sterne die Zeitskala des freien Falls größer wird als die der thermischen Diffusion. Dies führt dazu, dass während einer Eruption die Instabilitäten, welche die Eruption steuern (z. B. eine Leuchtkraft größer der Eddington-Grenze), sich in den Stern hinein ausbreiten und so große Mengen an Material mitreißen können. Dieses Modell wird als Geysir-Modell bezeichnet. Die Abweichung von der Punktsymmetrie der Nebel von LBV-Sternen lässt vermuten, dass die Rotation eine wesentliche Rolle spielt und die Ejektion von Materie bevorzugt entlang der Pole der Rotationsachse erfolgt.

### Vorkommen in Sternkatalogen
Der General Catalogue of Variable Stars listet aktuell lediglich 13 mit dem Kürzel SDOR mit 5 zusätzlichen Kandidaten. Damit gehört die Klasse der S-Doradus-Sterne zu den seltenen Gruppen in diesem Katalog mit einem Anteil von lediglich 0,02 %.

## Umgebende Nebel

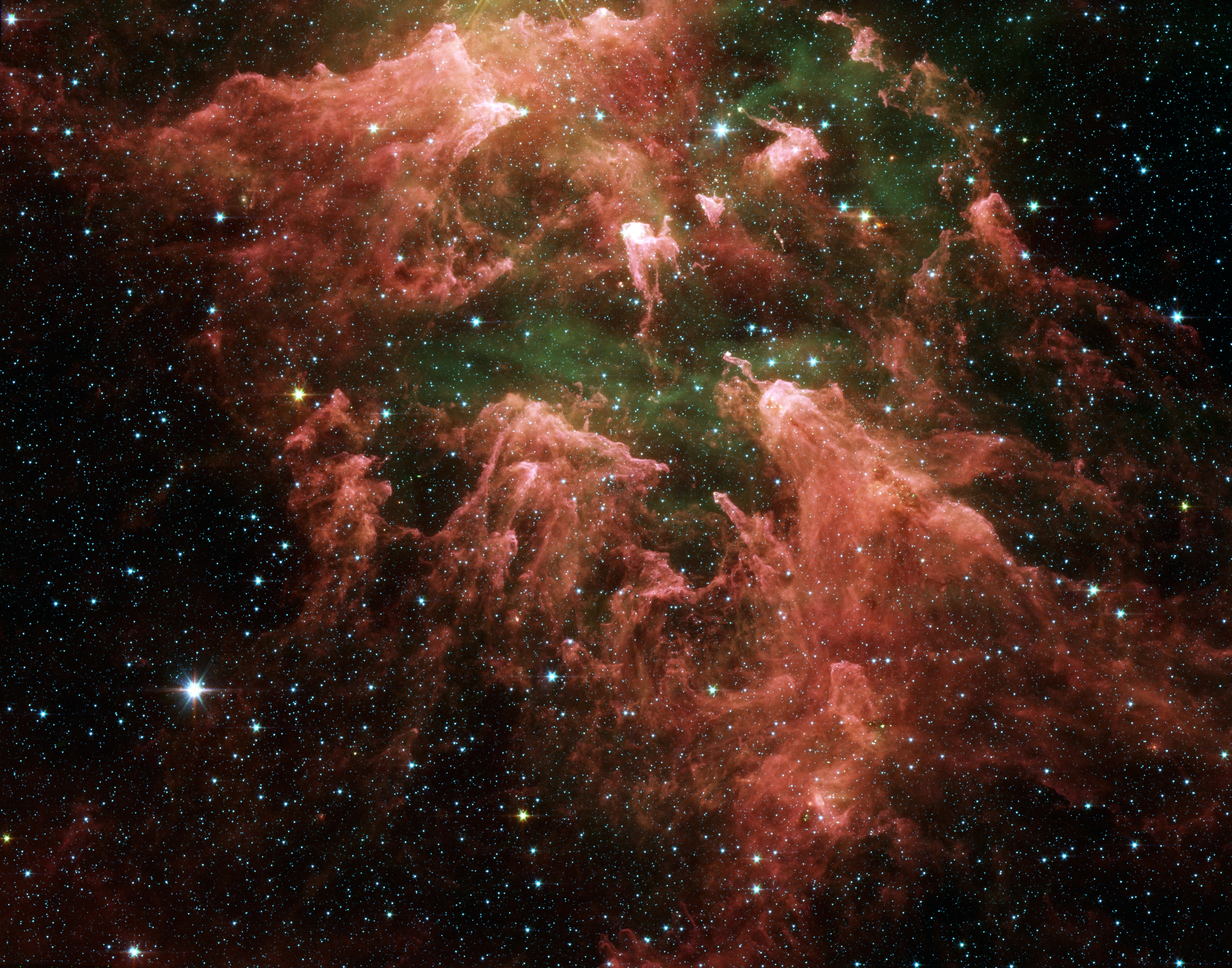
Die Umgebung von η Carinae, der Carinanebel, im infraroten Licht. Quelle: NASA

Um die meisten LBV können Nebel beobachtet werden, die sowohl aus Gas als auch Staub bestehen. Dabei werden stets mehrere Hüllen nachgewiesen, die in verschiedenen Epochen des Massenverlusts vor und während der LBV-Phase entstanden sind. Der Staub und das Gas sind recht unterschiedlich verteilt. Sowohl Staub als auch komplexe Moleküle wie polycyclische aromatische Kohlenwasserstoffe kondensieren erst in größerer Entfernung von dem Blauen Riesen, wo sie nicht mehr durch intensive Ultraviolettstrahlung dissoziiert werden. Der größte Anteil der Nebel dürfte aus den großen Eruptionen stammen, in denen ein Sternwind zu einem Massenverlust von mehr als 10−5 Sonnenmassen pro Jahr weht. In ruhigen Phasen beträgt der Massenverlust um die 10−6,5 Sonnenmassen pro Jahr. In der Frühgeschichte des Universums dürften LBVs neben Supernovae einen erheblichen Anteil an der Anreicherung der interstellaren Materie mit Staub und schweren Elementen gehabt haben.
Die Nebel um LBV haben Durchmesser von 0,5 bis 2 Parsec und Expansionsgeschwindigkeiten von einigen 10 km/s. Daraus kann ein dynamisches Alter von 3.000 bis 40.000 Jahren abgeschätzt werden. Die Nebel sind meist achsensymmetrisch bei einer bipolaren oder elliptischen Form. Die Nebel liegen für gewöhnlich in einer leeren Blase um den Stern. Wahrscheinlich hat zunächst ein schneller Sternwind das zirkumstellare Material um den Stern vor der LBV-Phase weggefegt, und die Nebel sind durch die großen Eruptionen entstanden.
Die Nebel um die LBV spielen eine Rolle bei den Eruptionen dieser Veränderlichen: die auf einige hundert Kilometer pro Sekunde beschleunigte Materie trifft auf die zirkumstellare Materie der Nebel und wird in einer Schockwelle abgebremst, wobei ein großer Teil der umgewandelten Bewegungsenergie im Bereich der infraroten, optischen, ultravioletten und Röntgenstrahlung emittiert wird. Diese großen Eruptionen zeigen bei spektrografischen Untersuchungen alle Anzeichen einer lichtschwachen Supernova vom Typ IIn und werden daher auch Supernova Impostors (Supernova-Vortäuscher) genannt.
Das zirkumstellare Material um einen Leuchtkräftigen Blauen Veränderlichen führt zu modulierten Leuchtkraftschwankungen in der Radiolichtkurve, wenn der LBV als Supernova explodiert. Während der Supernova wird die äußere Hülle des LBVs abgestoßen und tritt in Wechselwirkung mit dem bereits vorhanden zirkumstellaren Material. Jedes Mal, wenn die Superrnova-Ejekta auf die dichten Überreste der großen S-Dor-Eruptionen trifft, sollte sich die Bremsstrahlung im Radiobereich erhöhen. Dieses Phänomen ist bei einigen Supernovae auch beobachtet worden, bei denen die Leuchtkraft im Bereich der Radiostrahlung in den Jahren nach der Explosion teilweise um mehr als den Faktor 10.000 geschwankt hat.

## Supernova Impostors
Mit dem Begriff Supernova Impostors (auf Deutsch etwa Supernovagaukler) werden große Eruptionen von LBVs beschrieben, deren Leuchtkraft mit 1049 bis 1050 erg in der Größenordnung von Kernkollapssupernovae liegt. Auch die Lichtkurve, der Auswurf der äußeren Atmosphärenschichten mit Geschwindigkeiten von einigen 1000 km/s und das Überschreiten der Eddington-Leuchtkraft sind eigentlich charakteristisch für eine Supernova, wie bei der großen Eruption von Eta Carinae Mitte des 19. Jahrhunderts. Als Beispiel für einen Supernova Impostor gilt SN1961V.
Allerdings sind nicht bei allen Impostors starke Infrarotexzesse nachgewiesen worden, wie sie als Folge einer Absorption des ausgestoßenen Materials zu erwarten gewesen wären. Auch ein nachfolgender Anstieg der optischen Helligkeit beim Auflösen des Staubs in den nachfolgenden Jahrzehnten zeigte sich nicht bei allen Supernovagauklern. Eventuell waren einige der Gaukler doch richtige Supernovae, und der jetzt am Ort der Supernova nachweisbare Stern ist nur ein Hintergrund- oder Vordergrundobjekt in der entfernten Galaxie.
Supernova Impostors können die Vorläufer echter Supernova-Ausbrüche sein, wie bei der SN 2009ip. Dieser Leuchtkräftige Blaue Veränderliche zeigte zwei große Ausbrüche in den Jahren 2009 und 2010, um im Jahre 2012 alle Anzeichen einer echten Kernkollaps-Supernova vom Typ IIn zu zeigen, mit einer Hülle, die mit bis zu 13.000 km/s expandiert. Dieser enge zeitliche Zusammenhang zwischen den LBV-Eruptionen und der Supernova-Explosion lässt vermuten, dass die Supernova durch eine pulsationsgesteuerte Paarinstabilität  getriggert wurde oder durch Instabilitäten in den letzten Phasen der Nukleosynthese, wenn in immer kürzeren Abständen schwerere Elemente in thermonuklearen Reaktionen verbrannt werden.
Alternativ könnte SN 2009ip auch das Ergebnis eines Mergerbursts sein. Demnach waren die kleinen Eruptionen das Ergebnis einer Periastronpassage eines 100 und eines 30 Sonnenmassen schweren Doppelsterns, der im Jahre 2012 bei einer weiteren Passage verschmolzen ist.
Bei der Supernova 2010mc dagegen wird ein Pulsationsmechanismus als Ursache eines kleinen Ausbruchs mit einer Leuchtkraft von 1049 erg vier Wochen vor dem Supernovaausbruch vom Typ IIn angesehen. Eine entsprechende Instabilität wird auch für die großen Ausbrüche bei LBVs verantwortlich gemacht, und auch bei SN 2010mc konnte die erste Eruption nicht von denen Leuchtkräftiger Blauer Veränderlicher unterschieden werden.
Alternativ könnte die Präeruption von SN 2010mc auch durch einen wechselwirkenden Doppelstern ausgelöst worden sein. Danach hat der Stern vor dem finalen Versuch Energie im Eisenkern zu produzieren, was zur Supernovaexplosion führte, aus der Fusion einer Reihe anderer Elemente Energie produziert. Als Reaktion auf das Sauerstoffbrennen ist der Vorläuferstern expandiert und hat in einem engen Doppelsternsystem Materie auf seinen Begleiter transferiert mittels eines Roche-Grenzflusses. Diese Akkretion von einem Zehntel Sonnenmasse auf den Begleitstern hat die Leuchtkräfte freigesetzt, die als Vorläuferexplosion der Supernova beobachtet wurden, und zu einem bipolaren Ausfluss geführt, wie er auch bei großen Eruptionen von LBVs beobachtet wird.